# ميسوم
ميسوم هي قرية جنوب مدينة رين، وتقع في منطقة شتاينفورت جزء من شمال الراين-وستفاليا. عدد السكان الحالي في عام 2004 حوالي 8500. ذكرت ميسوم لأول مرة في 1373 في وثيقة قائمة الكنيسة. أن الكنيسة القديمة لا تزال موجودة كأقدم بناء في ألقرية.
القرية نمت في القرن 19 مع صناعة النسيج. في ذلك الوقت كانت جزءا من بروسيا المملكة.

## روابط خارجية
- رابط إلى المدينة-الصفحة الرئيسية (الألمانية)